# Gabriel Achilier
Gabriel Eduardo Achilier Zurita (* 24. März 1985 in Machala) ist ein ecuadorianischer Fußballspieler. Er nahm an der Fußball-Weltmeisterschaft 2014 in Brasilien teil.

## Karriere

### Verein
Achilier spielte in der Jugend beim Oro Fútbol Club in seiner Heimatstadt. 2003 wechselte er zu Deportivo Cuenca, wo er in der U20-Mannschaft eingesetzt wurde. Weitere Stationen waren Liga Deportiva Universitaria aus Loja und Deportivo Azogues. 2009 verpflichtete ihn der Club Sport Emelec. Mit diesem Klub wurde er dreimal in Folge nationaler Meister und viermal Vizemeister.
Zu Beginn der Spielzeit 2016 wechselte Achilier nach Mexiko in die Liga MX zu Monarcas Morelia. Im Oktober 2020 unterschrieb er einen Vorvertrag bei Alianza Lima. Von dort wurde er nach Ecuador zum Orense Sporting Club ausgeliehen, der ihn im Januar 2022 fest verpflichtete.

### Nationalmannschaft
Am 27. Mai 2008 debütierte Achilier in einem Freundschaftsspiel gegen Haiti in der ecuadorianischen Nationalmannschaft.
Nationaltrainer Reinaldo Rueda berief ihn in den ecuadorianischen Kader für die Copa América 2011, bei der Achilier im Spiel gegen Brasilien in der 82. Spielminute für Neicer Reasco eingewechselt wurde.
Auch bei der Weltmeisterschaft 2014 in Brasilien stand er im Aufgebot Ecuadors. Er wurde in den beiden Gruppenspielen gegen Honduras und Frankreich jeweils kurz vor Schluss eingewechselt. Ecuador schied nach der Vorrunde als Gruppendritter mit je einem Sieg, einem Unentschieden und einer Niederlage aus dem Turnier aus.
Der neue Nationaltrainer Gustavo Quinteros nominierte Achilier für die Copa América 2015, wo er allen drei Vorrundenspielen eingesetzt wurde. Ein Jahr später war er bei der Copa América Centenario 2016 in den USA dabei, wo er in zwei Spielen der Vorrunde zum Einsatz kam.
Bei der Copa América 2019 bestritt Achilier ebenfalls zwei Spiele, darunter bei der 0:4-Niederlage gegen Uruguay als Mannschaftskapitän.

## Erfolge
- Ecuadorianischer Meister: 2013, 2014 und 2015